# Доменіко Дзіполі
Доменіко Дзіполі (італ. Domenico Zipoli; 17 жовтня 1688, Прато — 2 січня 1726, Кордова) — італійський єзуїт, місіонер та композитор.

## Біографія
Народився в Прато в селянській родині, був одним з восьми дітей. Троє його братів та сестер обрали для себе релігію за покликання: брат Джованні Батіста став професором в семінарії, сестра Марія Магдалина — монахинею ордена кармелітів, а ще один брат, Антон Франческо — капеланом собору. Навчившись музики в рідному місті, за протекції Великого Герцога Тосканського Козімо III, Доменіко продовжує навчання у Флоренції у композитора Джованні Марія Казіні. Згодом він навчається в Римі у Бернардо Пасквіні та в Неаполі — у Алессандро Скарлатті. Після навчання в листопаді 1710 року обіймає посаду органіста в базиліці Санта-Марія у Трастевере. Через п'ять років посідає місце органіста в римській Церкві святого імені Ісуса. Під час роботи в Римі Дзіполі складає дві ораторії: «Sant'Antonio da Padova» і «Santa Caterina vergine e martire».
В 1716 році з незрозумілих причин Доменіко кидає успішну кар'єру органіста, вступає до «Товариства Ісуса» та наступного року вирушає через океан в нові редукції ордену в Латинській Америці. В складі групи з 53 місіонерів Дзіполі прибуває до Буенос-Айреса, щоб за кілька місяців дістатися Кордови. Там він продовжив займатися філософією і теологією, не маючи змоги бути висвяченим в священники через відсутність єпископа в тій місцевості. В церкві єзуїтів він керує хором та навчає місцевих індіанців музиці. Його твори поширюються всіма іспанськими володіннями, викликаючи інтерес навіть віце-короля Перу, проте у віці 38 років після кількох місяців тяжкої хвороби Доменіко помирає від туберкульозу.

## Твори
- Ораторія Sant'Antonio da Padova (Рим, 1712, вважається втраченою)
- Ораторія Santa Caterina vergine e martire (Рим, 1714, вважається втраченою)
- Кантата Mia bella Irene
- Кантата O Daliso, da quel di che partisti
- Кантата Dell'offese a vendicarmi
- Соната Sonate d'intavolatura per organo e cimbalo … dedicate all'ill.ma et ecc.ma sig.ra d. Maria Teresa Strozzi principessa di Forano da Domenico Zipoli organista della chiesa del Giesù di Roma